# モンタージュ (漫画)
『三億円事件奇譚 モンタージュ SINCE 1968.12.10』（さんおくえんじけんきたん モンタージュ）は、渡辺潤による日本の漫画作品。三億円事件を題材としたミステリー漫画である。『週刊ヤングマガジン』（講談社）にて、2010年27号から2015年12号まで連載。
2013年6月に映像化が発表され、2016年6月にフジテレビにてテレビドラマが放送された。

## ストーリー
1968年（昭和43年）12月10日に起きた昭和史最大の未解決事件、三億円事件。大規模な捜査が行われたが、犯人を逮捕できないまま7年後に時効を迎えてしまった。そして時は流れ、現代。16歳の少年鳴海大和は、瀕死の老刑事に「お前の父親は、三億円事件の犯人だ」と告げられる。運命の輪に巻き込まれた少年は、三億円事件の謎を明らかにできるのか？
本作は主に主人公の大和と未来を中心とする現代編と三億円事件（1968年）の数年前から始まる過去編から成り、作中で複雑に交錯する。以下の内容はストーリーの整理上、時系列に纏めたものであり、一部は物語の進行と異なる場合がある。

### 序章
2004年長崎。10歳の小学生、鳴海大和と小田切未来は路地裏で血まみれの老人を発見する。
老人は大和に「お前は三億円事件の犯人の息子」「誰も信じるな」と残し、息絶えた。
老人は東海林という警視庁の元刑事であり、その昔に府中で三億円事件の捜査をしていた。
そして大和の父、鉄也が突然の失踪の後に東京湾で水死体で発見される。
父子家庭で身寄りのない大和は未来の家、小田切家に身を寄せることになった。

### 【現代編】

#### 小田切夫妻の失踪と軍艦島の三億円
2010年長崎。大和と未来は高校生になっていた。
未来の父、武雄は鉄也の剣道着を大和より譲り受ける。
武雄の計らいにより、大和は鉄也の形見として名前入りの垂れだけ持ち続けることになった。大和は垂れに隠されていた血まみれの500円札を発見する。
それは三億円事件で強奪された紙幣ナンバーと一致していた。
そして武雄も小手の内側にメモを発見する。その後、武雄は妻の葉子と共に失踪する。
失踪と三億円事件の関係を疑う大和は失踪直前に軍艦島（端島）を目指していたことを突き止める。
大和と未来は貸しボートで軍艦島に上陸するが、夫妻は見つからず。
そこで三億円事件で強奪されたと思われる大量の旧紙幣が入ったバッグを発見した。
大和は真相究明のために三億円を持ち帰ることを決意。
貸しボート店に戻ったところで二人組の男に出くわす。
そのうち１人は刑事（関口）であったが、異様な雰囲気を感じとった大和と未来は逃走を計る。
そこに鈴木泰成という男が助けに入り、逃走を手助けする。
泰成は武雄の道場の門下生を名乗り、武雄の身を案じて方々を探し回っていたという。
一方、取り逃した関口は大和が残したバールで貸しボート店主を撲殺した。
そして大和にその罪を着せて追うことを決めた。

#### 逃亡生活の始まり
貸しボート店主殺害の濡れ衣を着せられていることを知った大和たちは身の潔白を晴らすため、泰成に三億円を預けて警察に出頭することにした。
大和と未来は刑事である関口の陰謀から逃れるため管轄外の警察署に出頭したものの、関口が引き取りに現れる。
陰謀への反発を決意した二人は移送中に脱走することに成功。そして殺人容疑をかけられたまま指名手配を受けることになってしまった。
大和と未来は無実の罪を着せられたまま長崎を離れる。
そして日常を捨て、小田切夫妻の安否と自らの潔白を証明するために事件の真相を追究することを決意した。

#### 福岡
福岡の博多まで逃亡した大和と未来は泰成と連絡を取り、預けていた三億円を受け取るように手はずを整える。
泰成は自らが勤務する塾の生徒たち数名に中身を伝えずに三億円入りトランクを大和たちに渡すよう託す。
無事にトランクの受け渡しを済ませた大和たちであったが、福岡の新人警察官、水原に見つかる。
塾生徒の一人、中野夏美の機転で追及を逃れたものの、大和と未来は夏美に疑いを持たれることになった。
大和は夏美に三億円の一部をマスコミ各社に郵送するように依頼。マスコミを賑わせてさらなる逃亡を重ねる。
関口は夏美に目をつけ、大和たちの居場所を聞き出そうと身柄を拘束した。

#### 広島
広島で泰成と合流した大和たちは三億円を前に次の行動を考えていたが、未来は関口に呼び出され単独で厳島へ向かう。
未来は関口に辱められそうになるも、謎の銃弾が関口を襲い、間一髪で難を逃れる。

### 【過去編】

#### 上京
昭和41年。長崎出身の青年、川崎雄大は知人の紹介で不動産屋に就職すべく東京にやってきた。
しかし手違いで就職できず、上京早々に宿無しの身分となる。
そんなある日、雄大はヤクザ達に囲まれている元カミナリ族の若者、望月竜と出会う。
雄大は機転を利かせて竜のピンチを救った。
竜には響子ギブソンという恋人と同棲しており、雄大はしばらく面倒をみてもらうことになった。
雄大にとって二人は東京で初めての友人となり、竜は雄大にジャズバー「ハービー」での就職口を世話した。
そして雄大の幼馴染、沢田慎之介とも再会を果たす。
沢田は府中で刑事をしており、東海林という刑事の部下であった。
カミナリ族の横溝保とも竜を通して友人となった。
昭和42年。東京での生活にも慣れ始めた雄大は小田切和子という恋人ができた。
昭和43年夏。和子の妊娠が分かり、雄大は結婚を誓った矢先に和子は不慮の事故で亡くなってしまう。
子どもの命だけは助かったもの絶望感に苛まれる雄大は病院で暴力沙汰を起こして留置所に入れられてしまう。
沢田は雄大を助けるが、雄大は既に感情を失い冷徹な性格に変貌していた。

#### 事件へ
独自の正義感とそれを実現するために何より出世を考えていた沢田はその頃に社会問題となっていた学生運動を発端とする左翼活動の抜本的解決を思案していた。
同じく上昇志向の塊である公安の須黒に沢田はある作戦計画を提示する。
それは「多摩地区ローラー作戦」なる活動家の根絶やし作戦だった。
一方で雄大、竜、響子、保はある計画を基に盗んだバイクで練習したり、カナタイプで脅迫状を作ったりしていた。

#### 事件当日
昭和43年12月10日、大雨の中で白バイ警官が現金輸送車を止め、車に爆弾が仕掛けられてると言って乗員を全員降ろして現金輸送車に乗りこむと、白バイを残して現場から消えた。
奪われた被害額は三億円。わずか数分で起きた強奪事件であった。
白バイは偽物で盗難車であった。目撃証言からモンタージュ写真が作られ、現金のうち500円札の一部のみが紙幣ナンバーが判明していたが、その金が使われることは無く、事件は未解決のまま7年後に時効を迎えることになる。

#### 事件直後
三億円事件の白バイ警官は雄大であった。
現金を運び込んだアジトには竜、そして警察官である沢田と須黒がいた。
大量の現金を前に須黒は沢田に竜と雄大の殺害を命じた。
「すまない…」と言いながら沢田は銃を竜に向けると、雄大は沢田にナイフで切りかかった。
沢田が撃った弾は竜に当たり、大量の血糊が三億円の札束を赤く染めた。

#### 事件の数日後
竜の帰りを待ち続ける響子に思いを寄せる米国青年がいた。
それは横田基地の米国軍人を父に持つハリー・スタンレーであった。
ハリーの父は銃の密売や死体処理など裏稼業を営んでおり、須黒とも繋がっていた。
ある日、ハリーは雄大が尾行すると、瀕死の重傷で床に伏せる竜の姿があった。
雄大はハリーに竜の容体を告げるも堅く口止めをする。
そして竜や響子の身を案ずる雄大は須黒の行動を調べ上げ、「手配紙幣ナンバーの500円札に須黒の指紋をつける」ことを実行する。
中華料理店で札をばらまき、須黒に拾わせた雄大は思惑通りの証拠を作り上げた。
この証拠を持っていれば二度と彼らに手出しはできない、と安心した矢先、瀕死で包帯だらけの竜が須黒を殺してしまう。
ハリーの父は二人の処分を請け負うことになった。
そして雄大は姿を消した。

#### コインロッカーの捨て子
三億円事件の数年後、学生運動がまだまだ続く中、ヒッピー気取りの若いカップル、健と真理がいた。
真理はコインロッカーで首の据わった双子の男児が捨てられているのに気づく。
そのまま双子を育てることにした二人はテレビに出ていたコント55号から、兄を「欽一」、弟を「二郎」と名付けた。
しかし、無計画な生活を送っていた二人は双子を正しく育てようともせず、家に軟禁状態にしたまま学校にも通わせず、健は次第に虐待に手を染めていくことになる。

#### 10歳の殺人
虐待を繰り返す健、逆らえない真理に見切りをつけるべく、欽一と二郎は育ての親の殺害計画を立てる。
クリスマスの夜、大人の犯行に見せかけるために欽一の誘導のもと、二郎は脚立から二人を包丁で襲い、殺害を遂行した。
警察は物盗りの犯行と見たてたが、担当刑事のひとり、沢田は脚立の痕跡、失踪した双子の情報から真相を見抜く。
あくる日、草むらに潜伏していた双子を見つけた沢田に二郎は包丁で切りかかる。
そこで沢田は双子に自分の影として生きることを命じる。
双子は沢田の知人である関口弘美の養子として生きることになった。
沢田の影として生きるべく、欽一は政界を二郎は警察官を目指した。

#### 事件の蓋を開ける
定年退職後、再び三億円事件の真相を調べ始めた東海林はある病院で有力な情報にたどりつく。
2004年、自身の事業に行き詰っていた横溝保も同じ情報を得た。
それは雄大の消息であった。
三億円事件の実行には関与していなかったものの脅迫文作成などで間接的に関わり真相を知っていた保は雄大に三億円の一部を融通するように頼みこむ。
無理ならば自殺すると用意した拳銃を振り回す保を雄大が止めようとするが、もみ合っているうちに保は頭部を強打して死亡してしまう。
保の息子、泰成は父の死に強い衝撃を受けたのち、保の事業失敗で裏切った鈴木に頼み込み養子となり、横溝の姓を捨てた。
さらに一方で雄大の消息をつかんだ沢田、関口兄弟の前に手配された紙幣ナンバーをもつ500円札を全て持参して雄大が現れた。
船に乗り、真札検知器で本物の札と確認した沢田達は目の前で全ての札を燃やした。
逃走を図ろうとした雄大の頭部に向けて二郎が発砲し、雄大は海の闇へと消えた。

## 登場人物

### 現代
鳴海 大和（なるみ やまと）
主人公。16歳、高校1年生。2004年10歳時、瀕死の老刑事に「三億円事件の犯人の息子」と告げられる。さらに父親が残した剣道の防具の垂れから三億円事件のものと思われる五百円札を発見する。その数日後に失踪した小田切夫妻を捜索中、殺人事件の嫌疑をかけられ、逃走することとなる。頭の回転が早く、16歳ながら法律の知識などに詳しい一面がある。
小田切 未来（おだぎり みく）
18歳、高校3年生。大和の幼馴染。親を亡くした大和を引き取った小田切家の一人娘。高校では剣道部に所属。大和と一緒に失踪した両親を捜索中、殺人事件の嫌疑により逃走することとなる。
小田切 武雄（おだぎり たけお）
未来の父親。大和の養父。42歳。剣道の錬士六段で、道場を経営。大和の父親とは剣道仲間で、先輩後輩の関係であった。大和が10歳の時に彼の養父となる。大和が五百円札を発見した数日後に失踪する。
小田切 葉子（おだぎり ようこ）
未来の母親。大和の養母。明るい印象の女性で、大和に対してもわが子のように接していた。40歳。武雄と共に失踪する。
鳴海 鉄也（なるみ てつや）
大和の父親。2004年、東京にて水死体で発見される。享年54。「三億円事件の犯人」と言われる。
鈴木 泰成（すずき たいせい）
30歳。塾講師。武雄の剣道道場の門下生。大和と未来を数々のピンチから救う。だが、何らかの思惑を持っており、それを2人に隠している様子である。
関口 欽一（せきぐち きんいち）
沢田の腹心。「三億円事件」について何かを知っているようで、弟の二郎に指示を与えている。当初はシルエットで登場しており、素性も明らかにされていなかった。
関口 二郎（せきぐち じろう）
欽一の双子の弟。長崎中央署の警部。暴力的かつ、傲慢な人物で警官でありながら自身の目的のためなら人を殺める事も厭わない悪徳警官。貸しボート店の店主・小松徹殺しの犯人である殺人者で、大和と未来に罪をなすりつけた張本人。剣道の心得がある。兄、欽一の指示を受けて動き、大和と未来を追跡する。
小松 徹
軍艦島付近で貸しボート屋を営んでいた。関口に殺害され、この殺人容疑が大和と未来にかかっている。享年59。
中野 夏美（なかの なつみ）
16歳、高校1年生。泰成が働いている塾の生徒。非常に勘が鋭い。だが、関口に目をつけられてしまう。
水原 大輔（みずはら だいすけ）
博多で働いている若手警官。正義感が強く、数々の事件を解決している。ただ、熱くなりすぎるのが玉にキズ。夏美が好き。
島田
関口に金で雇われたチンピラ。鈴木泰成を見張っているのを鈴木に見破られ、気絶させられる失態を犯し関口に射殺された。
沢田 慎之介（さわだ しんのすけ）
民和党幹事長。65歳。元警察官。
東海林 旭（しょうじ あきら）
大和が10歳の時に、関口に殺害された元・府中南署の刑事。享年68。大和に対し彼の父親が三億円事件の犯人である事と、「周りの人間を信じちゃいけねえ」「誰も信じるな」と告げた後に絶命した。
夏美の母
関口と男女の関係にある。
朝霧 正人（あさぎり まさと）
都内の大学に通う大学生でありながら、殺し屋。関口欽一の指示を受け、東海林のことを知る刑事・石川を殺害した。その後、大和と未来の拉致に失敗し、関口二郎に射殺された。享年20。
水原の祖母
渋谷の自宅は東京での大和たちの活動拠点となっている。
石川
府中南署の刑事。東海林の同僚。朝霧に殺害される。
東海林の息子
東海林の一人息子だが東海林とは折り合いが悪かったらしい。
土門 茂（どもん しげる）
足を洗い東海林とは友情を築いていた。既に死亡している。享年70。
土門 あきら（どもん あきら）
土門の孫娘。未来より1つ年下の17歳。高校2年生。バレー部所属でレギュラー。
川崎 雄大（かわさき ゆうだい）
小田切家を訪ねた松葉杖の男。水原の祖母を家まで送り届けて、水原家に盗聴器を仕掛ける。
モグリの医者
関口の知り合い。宮島の一件で瀕死の状態に陥った関口を助けるが、恐喝のために仕掛けた盗聴器を関口に発見され、殺害される。
小柳 翔太（こやなぎ しょうた）
負傷した大和と水原を助けた。以後、大和と行動を共にする。
真玉橋 豊（まだんばし ゆたか）
サングラスをかけたホスト風の男性だが、実は警察官で階級は警部。フェリーにて大和たちと乗り合わせる。甘いものが苦手。
島袋　
真玉橋が信頼している部下。
鈴木
泰成の叔父で義父。好色で腹黒い男。腹芸が得意で不動産経営者。三国志が好き。
響子 ギブソン（きょうこ ギブソン）
沖縄にてバーを経営。
キャサリン
響子が経営するバーのウェイトレス。
ケニー
現役の海兵。キャサリンに惚れている。
関口 弘美（せきぐち ひろみ）
関口兄弟の養母。認知症がかなり進行している。
ハリー・スタンレー
名誉除隊した退役軍人。退役後はヘリコプター会社を経営。10年前から何十回も響子に求婚して断られている。

### 三億円事件当時・過去
川崎 雄大（かわさき ゆうだい）
長崎から上京。三億円事件では白バイ警官役を演じた。和子との間に一子をもうける。
望月 竜（もちづき りゅう）
雄大と共に三億円事件を実行した。
響子 ギブソン（きょうこ ギブソン）
竜の恋人。竜と共に土門から友人の幸子を助けるための対策を練っていた。
沢田 慎之介（さわだ しんのすけ）
警視庁府中南署・刑事。竜の顔馴染み＆雄大の友人、日本の行く末を憂慮していた。後の民和党幹事長。
須黒 隆（すぐろ たかし）
警視庁公安部公安一課課長。階級は警視正。
和子
雄大と交際中の女性。雄大との子供を妊娠するが事故死。
和子の子供
雄大と和子の子供。未熟児で生まれた。名前は武雄。
土門 茂（どもん しげる）
多摩唐獅子会・幹部。竜と友人・幸子のことで対立。
東海林 旭（しょうじ あきら）
警視庁府中南署・刑事。土門を追う刑事。雄大の機智に興味を持っていた。後に1話で殺害された老刑事が彼と判明。
横溝 保（よこみぞ たもつ）
竜の後輩。カミナリ族を抜けたいと竜に助けを求める。
真理
関口兄弟を拾った人物、健の恋人。関口兄弟に殺害される。
健
真理のヒモ、関口兄弟を虐待する。関口兄弟に殺害される。

## 書誌情報
- 渡辺潤 『モンタージュ』 講談社〈ヤンマガKCスペシャル〉、全19巻
  1. 2010年10月6日発売、ISBN 978-4-06-361949-2
  2. 2010年12月10日発売、ISBN 978-4-06-361974-4
  3. 2011年3月4日発売、ISBN 978-4-06-382009-6
  4. 2011年6月6日発売、ISBN 978-4-06-382044-7
  5. 2011年9月6日発売、ISBN 978-4-06-382072-0
  6. 2011年12月10日発売、ISBN 978-4-06-382121-5
  7. 2012年3月6日発売、ISBN 978-4-06-382146-8
  8. 2012年6月6日発売、ISBN 978-4-06-382190-1
  9. 2012年10月5日発売、ISBN 978-4-06-382214-4
  10. 2012年12月10日発売、ISBN 978-4-06-382243-4
  11. 2013年4月5日発売、ISBN 978-4-06-382293-9
  12. 2013年7月5日発売、ISBN 978-4-06-382318-9
  13. 2013年11月6日発売、ISBN 978-4-06-382356-1
  14. 2013年12月10日発売、ISBN 978-4-06-382386-8
  15. 2014年3月6日発売、ISBN 978-4-06-382430-8
  16. 2014年7月4日発売、ISBN 978-4-06-382476-6
  17. 2014年10月6日発売、ISBN 978-4-06-382519-0
  18. 2014年12月10日発売、ISBN 978-4-06-382538-1
  19. 2015年5月1日発売、ISBN 978-4-06-382601-2

## テレビドラマ
『モンタージュ 三億円事件奇譚』のタイトルで、2016年6月25日（土曜日）21:00 - 23:10（『土曜プレミアム』）・26日（日曜日）21:00 - 23:09にフジテレビ系列で放送。

### キャスト（テレビドラマ）
- 鳴海大和：福士蒼汰
- 小田切未来：芳根京子
- 小田切武雄：デビット伊東
- 水原大輔：ムロツヨシ
- 鈴木泰成：劇団ひとり[6]
- 小松徹：森喜行
- 土門茂雄：近江谷太朗
- 土門明葉：吉岡里帆
- ジャズバー「HERBIE」のマスター：クリス・ペプラー
- 中野夏美：杉咲花[6]
- 小田切葉子：西尾まり[6]
- 井上和子：門脇麦[12]
- 望月竜：渋谷謙人[12]
- 横溝保：瀬戸利樹[12]
- 土門茂：馬場徹
- 水原多喜子：佐々木すみ江
- 関口（沢田）ヒロミ：りりィ（青年期：西原亜希）
- ハリー・スタンレー：団時朗
- 須黒隆：飯田基祐
- 関口二郎：遠藤憲一[6]（幼少期 : 佐藤瑠生亮）
- 東海林明：香川照之[6]
- 響子ギブソン：夏木マリ[6]（青年期：ホラン千秋）[12]
- 鳴海鉄也 / 川崎雄大：唐沢寿明[6]（青年期：野村周平）
- 沢田慎之介：西田敏行[6]（青年期：三浦貴大）[12]

### スタッフ（テレビドラマ）
- 脚本：大森寿美男
- 演出：水田成英
- 音楽：信澤宜明、日向萌
- ロケ協力：軍艦島コンシェルジュ、長崎観光局文化観光課、長崎県フィルムコミッション、長崎市、佐賀県フィルムコミッション、佐賀市、佐賀少年刑務所、AP&PP高萩事業所、たかはぎロケーションサービス、いばらきフィルムコミッション、日立市、高崎フィルムコミッション、みうら映画舎　ほか
- 特殊メイク：石野大雅
- アクションコーディネーター：新堀和男
- ガンエフェクト：納富貴久男
- カースタント：ウェルムーブ
- PC画面：クロフネプロダクト
- 技術協力：ビデオスタッフ
- 照明協力：ザ・ホライズン
- ポスプロ：バスク
- ラインプロデューサー：椿宜和、佐藤雅彦、涌田秀幸
- プロデュース：長部聡介、牧野正
- 制作協力：角川大映スタジオ
- 制作著作：フジテレビ

### 原作との違い
- 尺の関係上、一部の人物やシーンがカットされたり、演出が変更されている。
- 沢田がコインロッカーから赤ん坊（単体の男児）を拾い、「二郎」と名付ける。
- その後、沢田夫妻は離婚し、二郎は妻に引き取られるも、二郎は養父による虐待に耐え兼ねて養父母を殺害してしまう。
- 二郎は沢田から直接指示を受けて動く。
- 二郎が皆の前で自ら命を絶つ。
- 泰成が沢田に対して復讐を企てるのは原作と同じだが、最終的には沢田は記者会見の場で逮捕される。

### スピンオフドラマ
『モンタージュ 三億円事件奇譚 特別編 -船に消えた三億円-』のタイトルで、2016年6月25日の前篇放送終了後からフジテレビオンデマンドとAmazonプライム・ビデオで配信。
キャスト
- 福士蒼汰
- 芳根京子
- 浅香航大
- 三浦真椰
- 小松利昌
- 黒川智花

スタッフ
- 原作 - 渡辺潤
- 脚本 - 蓼内健太
- 音楽 - 岩崎貞文
- プロデュース - 牧野正（フジテレビ）、椿宜和（角川大映スタジオ）、涌田秀幸（角川大映スタジオ）
- 演出 - 木川学
- 制作・著作 - フジテレビ